# Карапчівська сільська територіальна громада
Карапчівська сільська громада — територіальна громада України, у Чернівецькому районі Чернівецької області. Адміністративний центр — село Йорданешти.
Утворена 2019 року шляхом об'єднання Йорданештської та Карапчівської сільських рад Глибоцького району.

## Населені пункти
До складу громади входять 2 села: Йорданешти та Карапчів.